# І сміх, і гріх
«І сміх, і гріх» (фр. Coexister) — французький комедійний фільм 2017 року, поставлений режисером Фабрісом Ебуе. Фільм вийшов на екрани Франції 11 жовтня 2017; в українському кінопрокаті — з 9 жовтня 2017.

## Сюжет
Ніколя Лежен (Фабріс Ебуе) переживає низку невдач і в особистому житті, і в кар'єрі. Він музичний продюсер, але останнім часом не має жодного гідного уваги проекту. Керівництво ставить Лежену суворе завдання — за півроку вивести на сцену гурт, який збирав би повні зали. Інакше він остаточно втратить роботу. Трохи розлютившись, Ніколя пообіцяв, що за півроку у нього буде суперколектив, який із легкістю збере аншлаг в «Олімпії». Та знайти цікавих і талановитих музикантів зовсім не легко. А зробити їх популярними ще тяжче. Але завжди можна об'єднати популярних людей в гурт. Лежен планує зібрати разом католицького священика, рабина та імама. Виступ такого бойз-бенду ніхто не схоче пропустити.

## У ролях
| • Рамзі Бедіа       | … | Монсеф, імам  |
| • Фабріс Ебуе       | … | Ніколя Лежен  |
| • Гійом де Тонкедек | … | Бенуа         |
| • Одрі Ламі         | … | Сабріна       |
| • Джонатан Коен     | … | Самуель       |
| • Матильда Сеньє    | … | Софі Деманш   |
| • Амель Чахбі       | … | Алексія       |
| • Мілен Буде        | … | прихильниця   |
| • Грегуар Фоссель   | … | кінотехнік    |
| • Мішель Друкер     | … | грає сам себе |
| • Елізабет Дуда     | … | керівниця KTO |
| • Івонн Граделе     | … |               |
| • Еммануель Жак     | … |               |

## Знімальна група
- Автор сценарію — Фабріс Ебуе
- Режисер-постановник — Фабріс Ебуе
- Продюсер — Едуар де Вессін
- Асоційований продюсер — Клеман Бірнбаум, Жоакім Наум
- Співпродюсер — Фабріс Ебуе
- Оператор — Філіпп Жильбер
- Композитор — Гійом Пассель
- Монтаж — Аліса Плантен
- Художник по костюмах — Мімі Лемпічка
- Художник-декоратор — П'єр Квефелян